# Брешіанська республіка
Брешіанська республіка (італ. Repubblica Bresciana) — тимчасова французька клієнтська республіка в Італії. Заснована 18 березня 1797 року, після французької окупації Брешії та Бергамо. 20 листопада 1797 року увійшла до складу Цизальпійської республіки.